# Polyfémos (Kyklóp)
Polyfémos, syn Poseidónův, byl jednooký obr a jeden z největších protivníků Řeka Thésea. Théseus ho sice zabil, ale Polyfémův otec Poseidón ho navěky proklel. Poté, co Theseus zemřel, nemohl překročit řeku Styx a dostat se do Hádovy říše mrtvých.
Polyfémos byl kyklop obrovské síly. V ruce s třemi prsty třímal kyj větší než on. Jediné místo, kde ho bylo možno zranit, bylo jeho oko.
Jeho řecký název zněl Πολύφημος. Matkou Polyféma byla údajně nymfa Thoósa. Polyfémos vystupuje v několika řeckých bájích.

## Polyfémos v Homérově Odysseie
V Homérově Odysseie přistál Odysseus, ithacký král, na své desetileté cestě z Trojské války domů se svými loďmi také na ostrově Kyklópů. To, že ostrov obývají Kyklópové, však Odysseus netušil a vydal se s dvanácti vybranými lidmi na jeho průzkum. Společně vystoupili na jednu z vysokých hor, kde nalezli jeskyni, do které vešli, aby vyčkali příchodu jejích obyvatel. Čekali tak až do večera, ale jaké bylo jejich překvapení, když dovnitř vehnal stádo koz a ovcí jednooký nesmírný obr. Obr pak přivalil před vchod balvan, s kterým by nehnulo ani dvacet párů koní. Až teprve když rozdělal oheň, spatřil v koutu jeskyně strachy schoulené Odysseovy lidi.
Odysseus pronesl k Polyfémovi řeč, ve které se dovolával jeho ctění zákonů, úcty k bohům a pohostinnosti, ale kyklóp toho nedbal, zabil dva jeho druhy úderem o zem, rozřezal je na plátky a snědl. Odysseus a jeho druzi pochopili, že pokud urychleně něco nepodniknou, tak se živí z jeskyně nedostanou. Když následující den obr snědl po ránu další dva muže, nechal zbytek výpravy uvězněn oním velkým kamenem a stejný počet mužů pak spořádal po svém návratu i večer, rozhodl se Odysseus jednat.
Vymyslel lest, která jim měla umožnit únik z jeskyně. Nabídl Polyfémovi na zapití jeho večeře měch s vínem a kyklóp ho na jeden doušek vypil. „Jak se jmenuješ, vůdce, abych ti mohl oplatit tvůj dar?“, zeptal se potom Odyssea. Odysseus na to sdělil Polyfémovi, že mu říkají „Nikdo“. Polyfémos mu slíbil jako vděk za víno, že ho sní až jako posledního, lehl si na zem a zmožen vínem usnul.

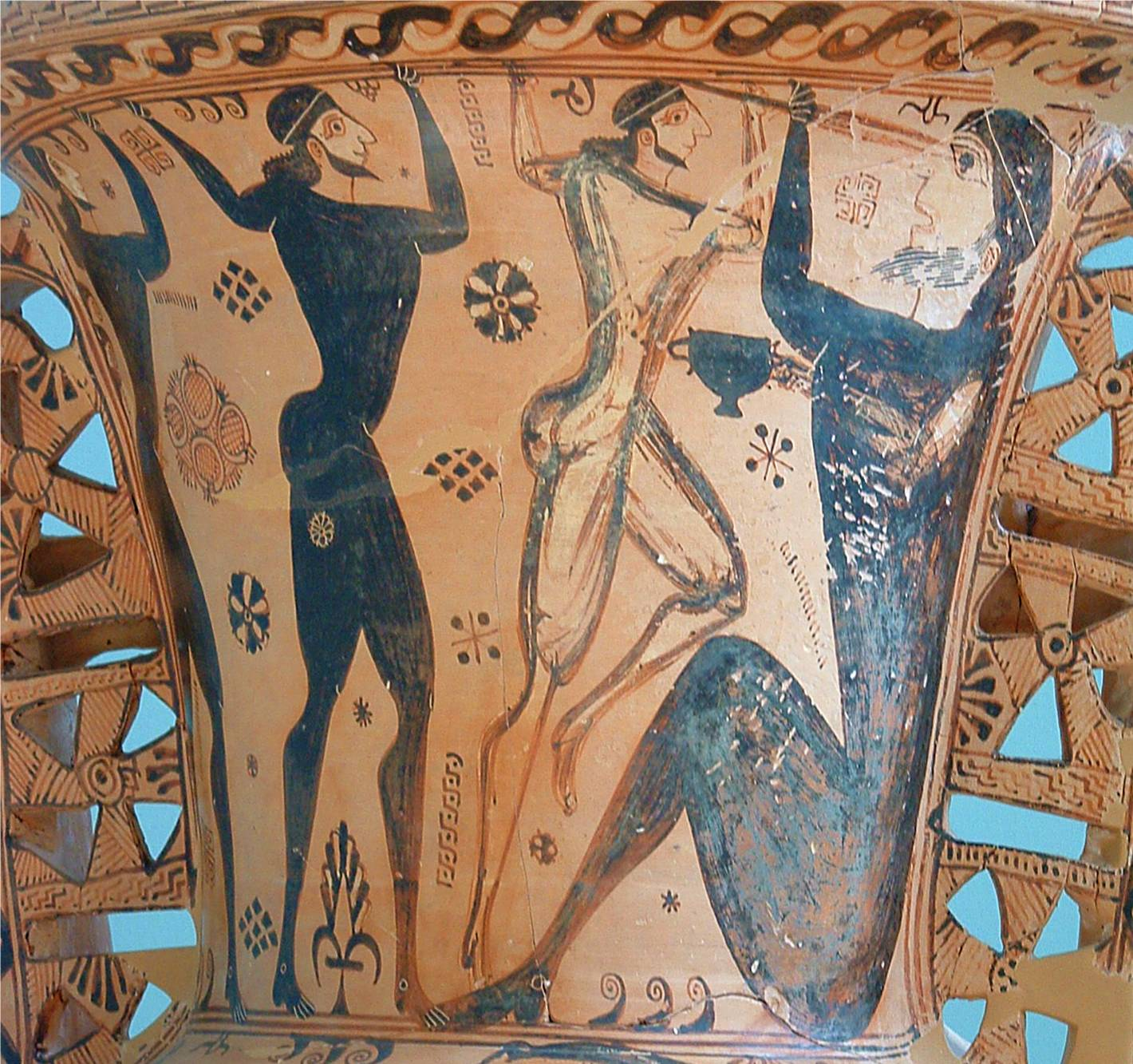
Odysseus a jeho muži oslepující kyklópa Polyféma (detail na attické amfoře, cca 650 př. n. l., muzeum v Eleusíně)

Na tuto chvíli Odysseus čekal. Zaostřil mečem konec Polyfémova kyje a s pomocí zbývajících mužů ho vložil do žhavého popela v ohništi, aby ho nakonec všichni muži společnými silami vrazili do kyklópova jediného oka. Oslepený Polyfémos za strašného řevu začal svolávat na pomoc kyklópy z ostatních slují. Ti se rychle seběhli a ptali se ho, co se mu děje, že křičí jako by ho někdo vraždil. Polyfémos jim pověděl, že ho vraždí „Nikdo“. Kyklópům připadalo, že se zbláznil, a tak mu řekli, že pokud měl ošklivý sen nebo na něj Zeus seslal nějakou nemoc, udělal by nejlépe, kdyby se pomodlil ke svému otci Poseidonovi. Po jejich odchodu Polyfémos znovu zavalil vchod do jeskyně kamenem a pokusil se poslepu pochytat muže uvnitř, což se mu však v rozlehlé jeskyni nepodařilo.
Ráno Polyfémos odvalil od vchodu kámen a začal z jeskyně vypouštět své kozy a ovce. Sedl si při tom ke vchodu a ohmatával každému kusu hřbet, aby mu nikdo z Achajců neproklouzl. Když to Odysseus zpozoroval, přivázal své druhy pod silné berany a sám se pod jednoho také zavěsil. Polyfémos si Achajců nepovšiml, pouze se podivoval nad tím, že největší beran, pod kterým byl Odysseus zavěšen, jde mezi posledními, zatímco dříve vždy chodil jako vůdce stáda první.
Když se Achajci dostali na loď, Odysseus si neodpustil posměšné zvolání na Polyfémovu adresu, ve kterém mu řekl své pravé jméno. Polyfémos se pokusil potopit loď tím, že vrhl směrem k přicházejícímu hlasu velkou horu, jejíž dopad do moře vyvolal vlny, které málem převrhly loď. Pak požádal svého otce Poseidona o to, aby zařídil, že se Odysseus nevrátí z cest domů a pokud je mu osudem návrat souzen, tak aby se tak stalo pozdně, bídně, na cizí a bez svých druhů. Poseidon prosbu svého syna vyslyšel a požádal svého bratra Dia, aby mu nebránil v pomstě.
Epizoda s Odysseem je nejstarším důkazem kanibalismu ve starořecké literatuře. Walter Burkert rozeznal v této epizodě podtext, který nabízí něco více než starověký text: lidé ohrožení lidožroutem se ukryjí v kůžích poražených zvířat a tak se jim podaří uniknout pod rukama slepého monstra.

## Polyfémos u Theokrita
Helénský básník Theokritos vykreslil na rozdíl od Homéra soucitnější Polyfémův obraz. Monstrum z Odyssei bylo předěláno v básníkově bukolickém stylu, kterým byl idealizován jednoduchý život na venkově. Polyfémos se tak stal jemným pastýřem zamilovaným do mořské nymfy Galatei, který nachází útěchu v písni.

## Polyfémos v Ovidiových Metamorfózách
Polyfémos se také objevuje v příběhu o Ákidovi a Galateie. Polyfémos se do Néreovny Galatei zamiloval a začal se prý dokonce kvůli ní i česat. Ta však byla zamilována do Ákida, syna boha Fauna, který její lásku opětoval. Když ji jednoho dne Polyfémos spatřil jak sedí na mořském břehu s Ákidem a povídají si, dostal záchvat žárlivosti. Popadl kámen a hodil ho po zamilované dvojici. Galateiu nezasáhl, ale Ákida balvan rozdrtil. Krev, která začala zpod balvanu vytékat, se změnila v průzračnou sicilskou říčku, která dnes nese název Fiume d'Iaci. Galatei se podařilo uprchnout do moře, které ji před Polyfémem ukrylo.
Ačkoliv byl celý příběh vylíčen Ovidiem, zmínili se o něm také Philoxenus a Theokritos a ve verzi Argonautiky od Valeria Flaccuse, kde mezi tématy namalovanými v Argosu je i „Kyklóp volá zpět ze sicilského břehu Galateu“.

## Jiné mytologické postavy
Dodatečně jeden z argonautů byl pojmenován Polyfémos. Byl synem arkadského krále Elata a Hippei a pomohl Héraklovi pátrat po Hylovi, a oba se rozešli po plavbě lodi Argó. V Iliadě I, Nestor počítá „božského Polyféma“ mezi dřívější hrdiny jeho mládí, „nejsilnějšího muže, kterého země zplodila, nejsilnějšího muže ve srovnání s největšími siláky na straně nepřátel, divokého horalského kmene, kterého naprosto zničili“. Žádné stopy takovéto tradice, kterou Homérovi posluchači mohli rozpoznat v Nestorově narážce, nepřežily v literárním eposu.